# آرثر س. كوب
آرثر س. كوب (بالإنجليزية: Arthur C. Cope)‏ هو كيميائي أمريكي، ولد في 27 يونيو 1909 في دونريث في الولايات المتحدة، وتوفي في 4 يونيو 1966 في واشنطن العاصمة في الولايات المتحدة.